# نهائي كأس الرابطة الفرنسية 1999
نهائي كأس الرابطة الفرنسية 1999 هي المباراة النهائية من منافسة كأس الرابطة الفرنسية 1998–99 ‏، أقيمت المباراة في 8 مايو 1999، في ملعب فرنسا، بين فريقي نادي لانس، ونادي ميتز، وفاز فيها نادي لانس، بعد أن هزم نادي ميتز، بنتيجة 1 - 0، وكان حكم المباراة كلود كولومبو، وحضر المباراة 78180 شخصاً.

## تفاصيل المباراة
لعبت المباراة النهائية في 8 مايو 1999.
| نادي لانس               | 1 -0 | نادي ميتز |
| ----------------------- | ---- | --------- |
| دانييل موريرا 56 دقيقة' |      |           |